# Military muzeum generála Sergěje Jana Ingra
Military muzeum generála Sergěje Jana Ingra je muzeum s vojenskou tematikou ve Vlkoši u Kyjova v okrese Hodonín v Jihomoravském kraji. Hlavní expozice je věnována místnímu rodákovi Sergěji Ingrovi. Další expozice jsou věnovány holokaustu, konfliktům druhé světové války a osobě MUDr. Karla Antonína Macháčka, spoluzakladatele Mezinárodního dne studentstva.
Muzeum rovněž pořádá a účastní se akcí s tematikou druhé světové války a přispívá k dokumentaci regionálních událostí a osobností.